# Pterostichus gracilior
Pterostichus gracilior är en skalbaggsart som beskrevs av John Lawrence LeConte 1873. Pterostichus gracilior ingår i släktet Pterostichus och familjen jordlöpare. Inga underarter finns listade i Catalogue of Life.